# 管軼
管軼（かん いつ 、 グアン・イー、1962年 - ）は、中華人民共和国の微生物学者、ウイルス学者。江西省寧都県出身。現職は香港大学微生物学系教授。

## 経歴
1962年、江西省寧都県で生まれる。中国の大学入試再開後、南昌大学江西医学院に進学すると、医薬学部の臨床医学にて学んだ。
1983年、南昌大学江西医学院を卒業した。大学卒業後は母校である江西医学院に採用され、付属医院の小児科にて講師に就任した。
1989年、北京協和医学院の首都小児科研究所における修士課程を修了した。それに伴い、小児科修士の学位を取得した。さらに香港大学の医学院に進学し、微生物学研究科にて学んだ。
1995年、米国に行って二年間の交流訪問を行った。
1997年、香港大学の医学院における博士課程を修了した。それに伴い、微生物学博士の学位を取得した。香港大学の指導教官はKennedy Francis Shortridge教授。
1997年より聖裘德児童研究医院にて医学部の博士研究員となった。Robert Webster (virologist)に師事。
中国に帰国後は、2000年1月より、母校である香港大学の医学院にて、微生物系研究科の研究助教授となった。
2003年に助教授を務めた。
2005年に教授に昇進。同年には新発伝染性疾病国家重点実験室の主任を兼務する。
2016年、スワトウ大学・香港大学連合病毒学研究所所長を担当した。
2019年、粤港新発伝染性疾病連合実験室主任に就任。
2021年、ガードナー国際保健賞受賞。